# یخچال طبیعی بزرگ
یخچال طبیعی بزرگ (به سوئدی: Storglaciären) یک یخچال طبیعی در سوئد است که در بخش کیرونا واقع شده‌است.